# Hexencyrtus miyama
Hexencyrtus miyama är en stekelart som först beskrevs av Ishii 1928.  Hexencyrtus miyama ingår i släktet Hexencyrtus och familjen sköldlussteklar. Inga underarter finns listade i Catalogue of Life.